# 山本成美 (タレント)
narumi（なるみ、7月6日 - ）は、日本のタレント、グラビアアイドル、レースクイーン。
奈良県出身。プラチナムプロダクション所属。愛称は「なるみん」。

## 略歴・人物
2014年、NOTTVで放送されていたアイドル育成番組『アルバイドル』に出演。同番組の第10回（2014年7月13日放送）で同名グループの正式メンバーに昇格するも、わずか2か月で卒業。その後プラチナムプロダクションとタレント契約し、2015年のSUPER GTで「パシフィックフェアリーズ」の一員となりレースクイーンデビュー。以後も東京オートサロンや東京ゲームショウなどのイベントに出演する。
2017年7月、雑誌「漫画アクション」の企画『ミスアクション2017』で後期グランプリを受賞。同時期には、バセドウ病を患って活動辞退した武田美憂の代役として、SUPER GT「エスロードガール」を担当。映画『ワイルド・スピード ICE BREAK』のBD&DVDプロモーションガールに当たる「MISSワイルド・スピード」としての活動もあった。
2018年1月17日、初のイメージDVD『秘密のバカンス』を発売。同年には近藤みやび、小山桃と共にSUPER GT「Weds Sport RACING PROJECT BANDOH レースクイーン」を務める。
趣味はカフェ巡り、マリンスポーツ、スキューバダイビング。
2018年8月1日、竹書房「近代麻雀」主催「近代麻雀学院」グランプリを獲得。
2021年4月現在、プラチナムプロダクションから名前が消されている。

## 活動

### レースクイーン
| 年     | カテゴリー | チーム名                                         | 他メンバー                                      |
| ------ | ---------- | ------------------------------------------------ | ----------------------------------------------- |
| 2015年 | SUPER GT   | PACIFIC RACING TEAM 「パシフィックフェアリーズ」 | 櫻井さえ、朔矢あいね、 石黒文恵、鈴木理沙、弥生 |
| 2017年 | SUPER GT   | S Road MOLA「エスロードガール」                  |                                                 |
| 2018年 | SUPER GT   | Weds Sport RACING PROJECT BANDOHレースクイーン   | 近藤みやび、小山桃                              |

### イベント出演
- 東京オートサロン
  - BELLADONNA/PROGRESS/OF Customsブース（2015年）[注 1]
  - クライメイトSUVブース（2017年） [注 2]
  - MOTUL MAC TOOLブース（2018年） - 辻井美香と共演[12]
  - Weds Sportブース（2019年） - 小山桃、近藤みやびと共演
- 東京ゲームショウ
  - Fuji&Gumi Gameブース（2015年）[13]
  - エイリアンウェアブース（2016年） - 宮越愛恵、柳沼陽菜とも共演[14]

### CM出演
- ドクター・ショール「メディキュット」（2016年） - 菜々緒と共演[15]
- P&G「パンテーン」（2017年） - 菜々緒と共演[16]

### テレビ
- 志村&鶴瓶のあぶない交遊録2019（2019年1月2日、テレビ朝日） - 罰金箱ガール[17]

### ウェブテレビ
- モデルプレスナイト（Kawaiian TV）- 水着モデルとして不定期出演[18]
- 給与明細（2019年2月4日[19]、AbemaTV）

### その他
- ミスアクション2017オリジナルショートムービー『降霊少女〜私を殺す夜』（2017年）[注 3]
- ワイルド・スピード ICE BREAK BD&DVDプロモーションガール『MISSワイルド・スピード』（2017年9月 - 10月）[注 4]

## 作品

### DVD
- 秘密のバカンス（双葉社・2018年1月17日発売）